# يهودا تسفي بلوم
يهودا تسفي بلوم (بالعبرية: יהודה בלום‏) هو دبلوماسي إسرائيلي، ولد في 1932 في براتيسلافا في سلوفاكيا.

## وصلات خارجية
- يهودا تسفي بلوم على موقع ديسكوغز (الإنجليزية)